# Boux-sous-Salmaise
Boux-sous-Salmaise es una comuna francesa situada en el departamento de Côte-d'Or, en la región Borgoña-Franco Condado.

## Demografía
| 246 | 247 | 207 | 170 | 170 | 149 | 125 |
| Para los censos de 1962 a 1999 la población legal corresponde a la población sin duplicidades (Fuente: INSEE [Consultar]) |     |     |     |     |     |     |